# Jeanne Einert
Titre
Épouse du prétendant naundorffiste au trône de France
18 octobre 1818 – 10 août 1845
(26 ans, 9 mois et 23 jours)
Jeanne Frédérique Einert, « duchesse de Normandie », est née le 27 février 1803 à Havelberg et morte le 8 juin 1888 à Grunnchen, est l'épouse de Karl-Wilhelm Naundorff, le plus célèbre de ceux qui, au XIXe siècle, prétendirent être le dauphin Louis XVII, fils du roi Louis XVI et de Marie-Antoinette d'Autriche, officiellement mort à la Tour du Temple.

## Descendance
Fille de Charles-Frédéric Einert et de Marie-Louise Stendel, elle épouse à Spandau, dans le Royaume de Prusse, le 18 octobre 1818, Karl-Wilhelm Naundorff qui prétendait être Louis XVII, dauphin de France et duc de Normandie. De 1810 jusqu'à sa mort, ce dernier tente de se faire reconnaître par la famille royale comme le fils de Louis XVI et Marie-Antoinette. Il se constitua une cour, nomma des aides de camp, des officiers d’ordonnance, un ministère, etc. En tant qu'épouse, Jeanne reçut le tire de « duchesse de Normandie ». 
Le couple a neuf enfants :
- Amélie de Bourbon (1819-1891), « fille de France », qui épouse Abel Laprade (1818-1897), sans postérité;
- Charles-Édouard de Bourbon (1821-1866), « dauphin de France » puis « roi de France et de Navarre » de droit sous le nom de Charles X, chef de la famille de 1845 jusqu'à sa mort en 1866 sans postérité;
- Berthe de Bourbon (1823-1825), « fille de France »;
- Marie-Thérèse de Bourbon (1829-1893), « fille de France », qui épouse en premières noces Guillaume Van der Horst (1834-1885), dont 5 enfants, puis en secondes noces Benjamin Daymonaz;
- Louis-Charles de Bourbon (1831-1899), « duc de Normandie », « dauphin de France » puis « roi de France et de Navarre » de droit sous le nom de Charles XI, qui épouse Hermine van der Kruyff (1815-1887), sans postérité;
- Charles-Edmond de Bourbon (1833-1883), « duc d'Anjou », qui épouse Christina Schoenlau (1842-1928), dont 9 enfants;
- Marie-Thérèse de Bourbon (1835-1908), « fille de France », qui épouse Eugène Le Clercq (1830-1895);
- Adelberth de Bourbon (1840-1887), « comte de Provence », qui épouse Marie du Quesne van Bruchem (1834-1915), dont 5 enfants;
- Ange-Emmanuel de Bourbon (1843-1878), « comte de Poitiers ».